# Escuela ascética española

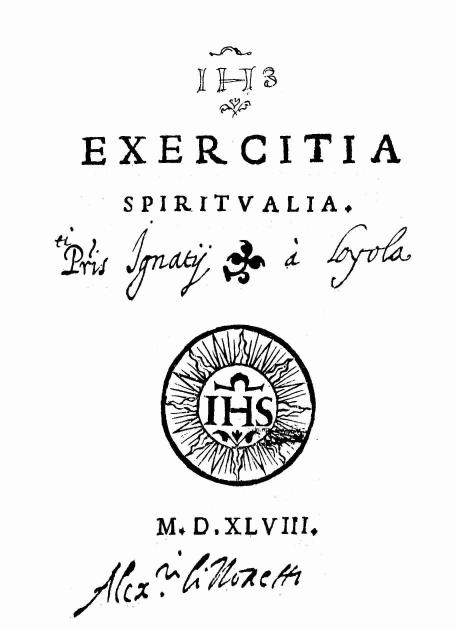
Ejercicios espirituales, de San Ignacio de Loyola.

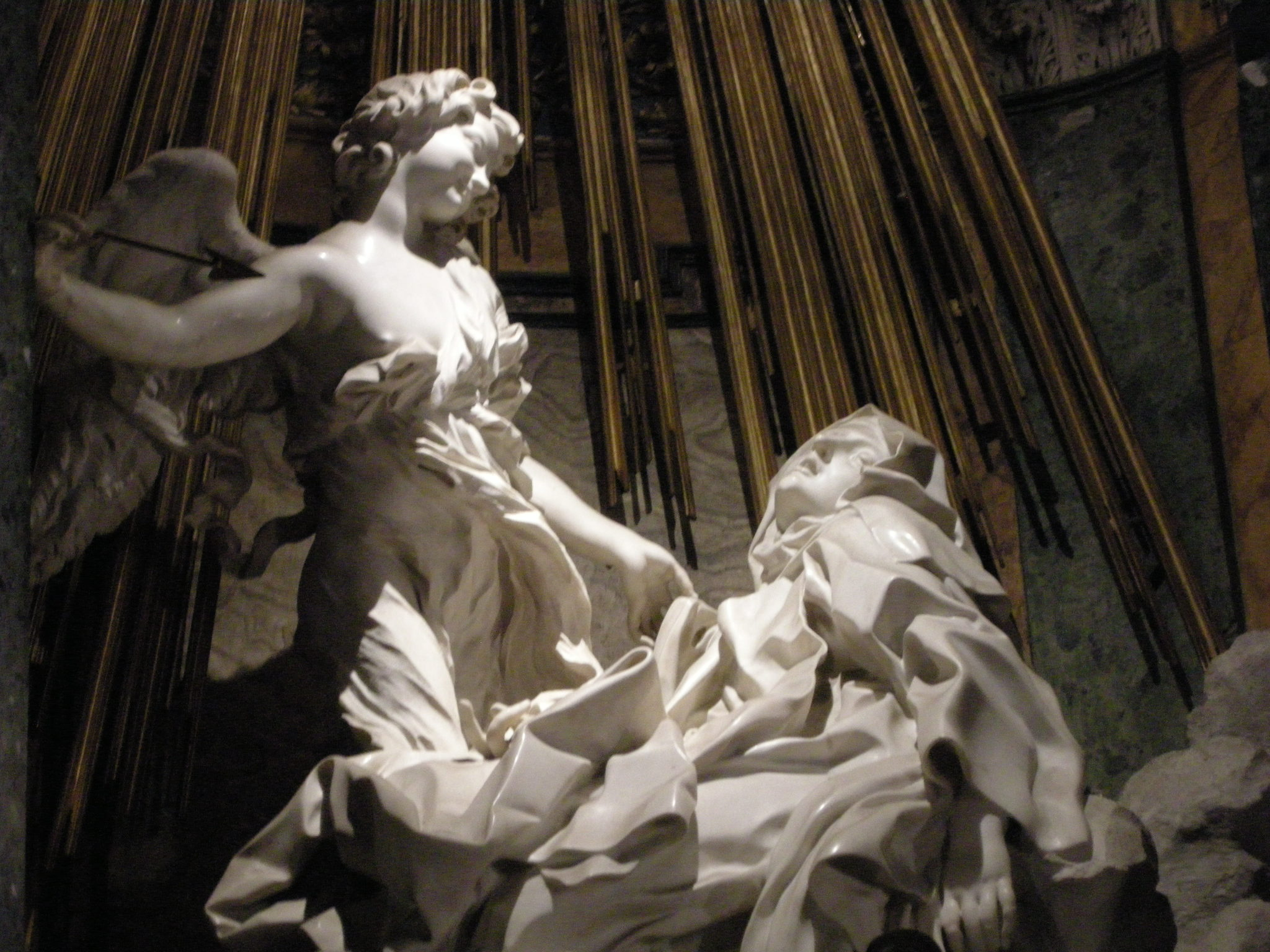
Éxtasis de Santa Teresa de Bernini.

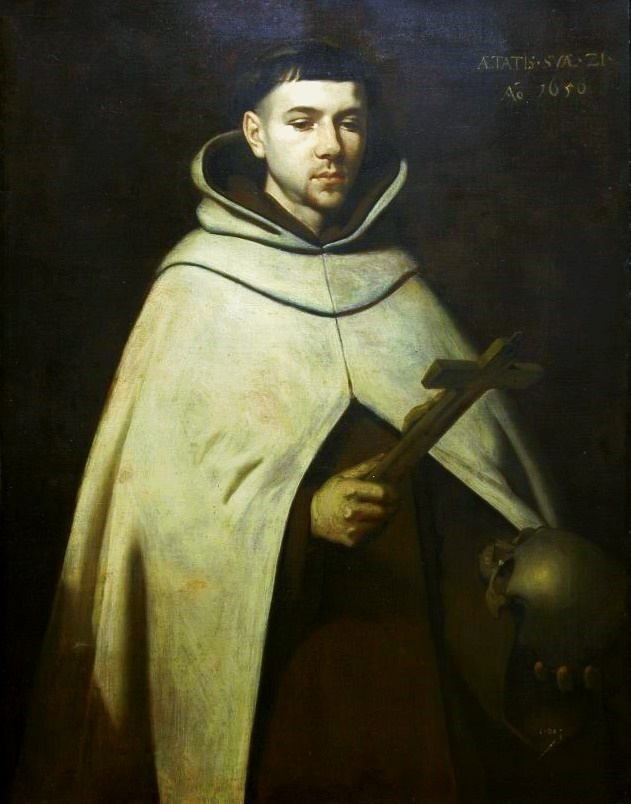
San Juan de la Cruz.

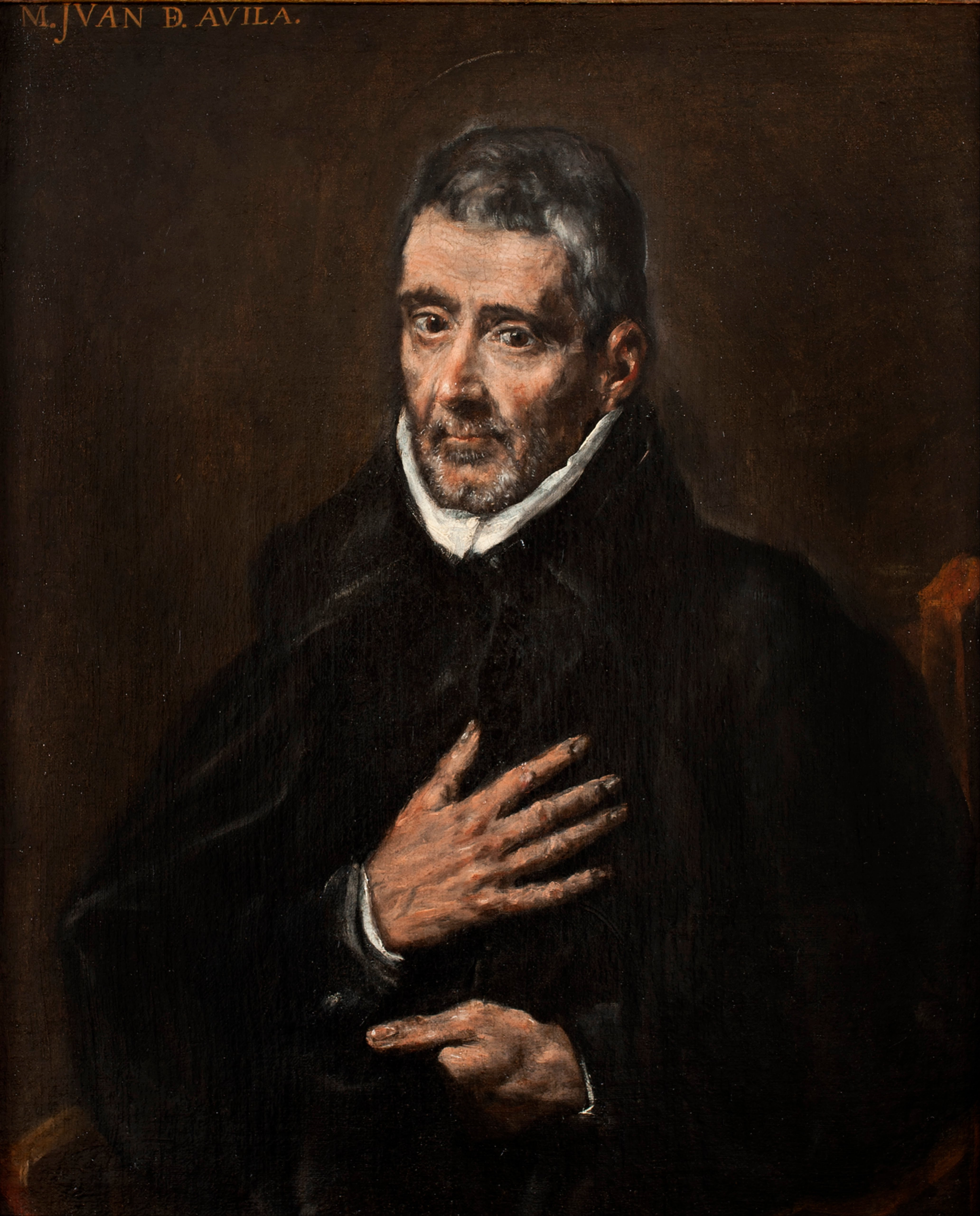
San Juan de Ávila.

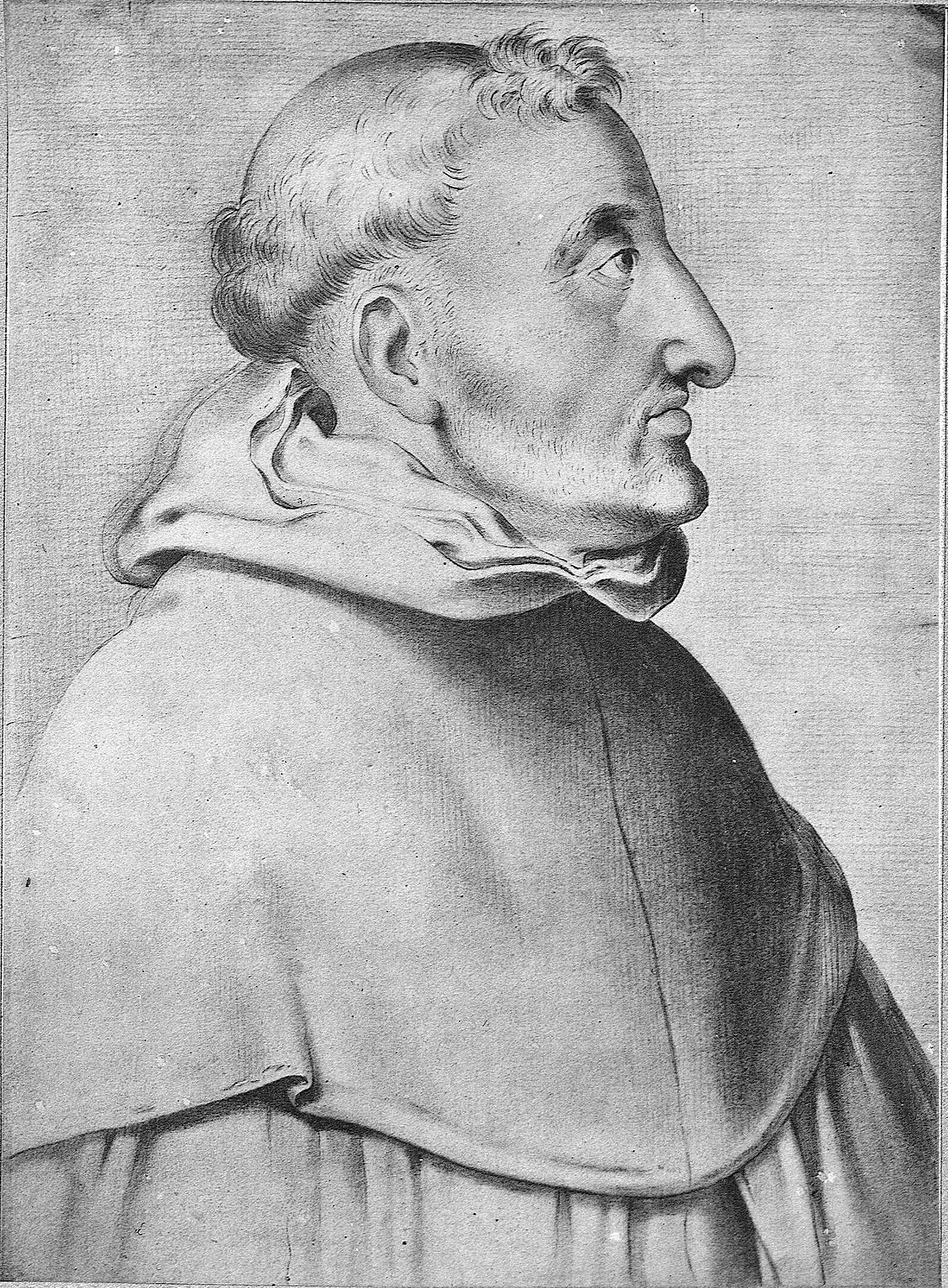
Luis de Granada.

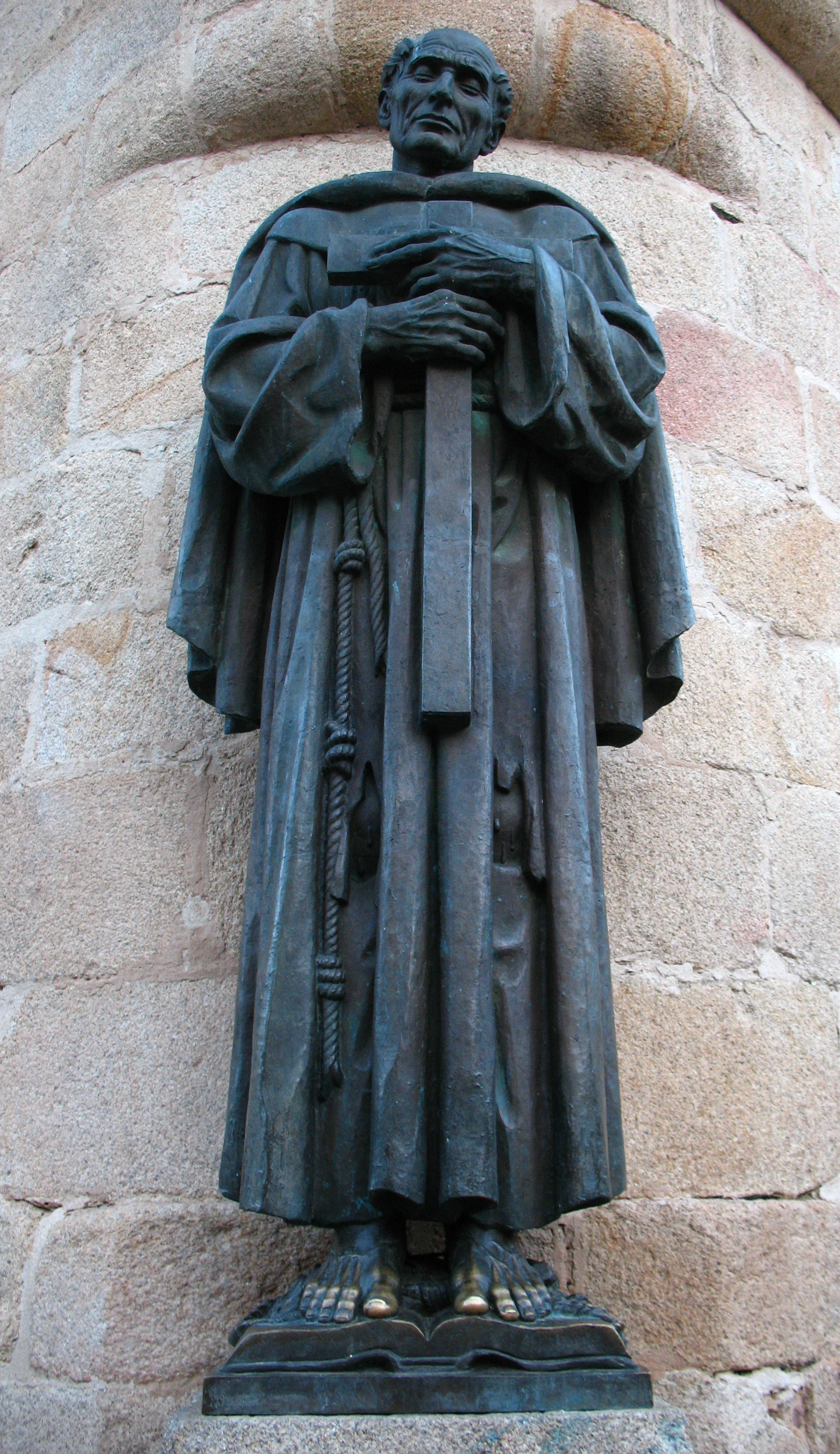
San Pedro de Alcántara.

La escuela ascética española es la escuela de ascetismo que se desarrolló a lo largo de la historia del cristianismo en España, fundamentalmente desde la Baja Edad Media y hasta el siglo XVII. La íntima relación entre ascetismo y misticismo, a pesar de su diferencia conceptual (ascética es el intento de llegar a Dios por diferentes vías, especialmente la oración y la penitencia mediante una vida austera y la privación de la satisfacción de las necesidades corporales, mientras mística es la consecución de la unión con Dios); hace que buena parte de los personajes que la componen se denominen místicos españoles y que tanto en su aspecto de corriente religiosa como en su aspecto de escuela o movimiento literario se les identifique también como mística española.
Ha habido distintas doctrinas ascéticas según la orden religiosa que la inspirara: una ascética franciscana, otra carmelitana, otra dominica, otra agustina, otra cartuja (Bernardo Fontova), otra jesuita (inaugurada por los Ejercicios Espirituales de San Ignacio de Loyola), etc. Grandes ascéticos españoles han sido San Juan de Ávila, fray Luis de Granada, fray Francisco de Osuna, Santa Teresa de Jesús, San Juan de la Cruz, Sor Ana de la Trinidad, fray Pedro Malón de Chaide, fray Antonio de Molina, etc.
La mística literaria española cuenta con figuras señeras en los siglos de Oro (de mediados del XVI a mediados del XVII), pues desde finales del siglo XVII la mística española entró en decadencia. Previamente había destacado la figura del beato mallorquín Ramon Llull (Raimundo Lulio), cuyo Libro del amigo y el amado es el principal testimonio de la literatura mística en catalán. Ya en el periodo señalado, la literatura ascética y mística floreció sobre todo en la Corona de Castilla, representada por autores como fray Bernardino de Laredo, fray Francisco de Osuna, Santo Tomás de Villanueva, San Juan Bautista de la Concepción, Cristóbal de Fonseca, el beato Alonso de Orozco, o fray Juan de los Ángeles. A San Juan de Ávila se le debe tal vez el famoso soneto místico No me mueve mi Dios para quererte.

No me tienes que dar porque te quiera,
pues aunque lo que espero no esperara,
lo mismo que te quiero te quisiera.

A fray Luis de León, además de poesías sublimes, el tratado en prosa De los nombres de Cristo:

Consiste, pues, la perfección de las cosas en que cada uno de nosotros sea un mundo perfecto... Lo cual es avecinarse la criatura a Dios, de quien mana.

puesto el atento oído
al son dulce, acordado,
del plectro sabiamente meneado.

Entre la numerosísima producción de la época, tanto la crítica literaria como la bibliografía religiosa suelen señalar como las cumbres de la literatura mística española a los dos santos carmelitas: Santa Teresa de Jesús y San Juan de la Cruz.
Teresa de Cepeda, la santa abulense, además de importantes obras místicas en prosa, como Las moradas y Camino de perfección, compuso inspirados poemas aislados:

Vivo sin vivir en mí
y tan alta vida espero
que muero porque no muero.
Tema de atribución discutida, usado por Santa Teresa de Jesús y con alguna variación (y de tal manera espero) por San Juan de la Cruz.

Quien a Dios tiene
nada le falta
solo Dios, basta.

Juan de Yepes, el santo de Fontiveros, compuso con sus experiencias místicas el Cántico espiritual y la Noche oscura del alma, comentados por él mismo en prosa, además de otros poemas no menos importantes:

Tras de un amoroso lance,
y no de esperanza falto,
volé tan alto, tan alto,
que le di a la caza alcance.

¡Oh llama de amor viva
que tiernamente hieres
de mi alma en el más profundo centro!

La poesía religiosa o a lo divino se hizo tan popular en la época que circulaba casi tan ampliamente como la lírica popular, e incluso, como ésta, era en algunas ocasiones reelaborada por varias manos hasta convertirse en creaciones cuya confusa autoría es en realidad más colectiva que individual. Literariamente, incluso personalidades tan alejadas del ascetismo por su trayectoria vital como Lope de Vega, se dedicaron a ella. En un famoso soneto consiguió expresar de una manera tan profunda el sentimiento religioso del anhelo de la unión con Dios, no logrado por la propia resistencia, que se suele proponer como ejemplo de poesía ascética:

¿Qué tengo yo que mi amistad procuras?
¿Qué interés se te sigue, Jesús mío
que a mi puerta, cubierta de rocío
pasas las noches del invierno obscuras?
Oh, cuánto fueron mis entrañas duras
pues no te abrí...
...
Cuántas veces el ángel me decía:
"Alma, asómate agora a la ventana
verás con cuánto amor llamar porfía";
Y cuántas, hermosura soberana,
"Mañana le abriremos", respondía,
para lo mismo responder mañana.

El ascetismo ha sido uno de los rasgos definitorios del estereotipo nacional español, tanto en su visión negativa (leyenda negra española) como en su visión positiva (Ser de España), y lo mismo puede decirse de la literatura española.

## Antecedentes
Según Marcelino Menéndez Pelayo, podemos encontrar antecedentes de la escuela ascética española en la obra de los grandes escritores religiosos desde la Hispania visigoda y a lo largo de toda la Edad Media:
En san Leandro (De institutione Virginum et contemptu mundi, ad sororem Florentinam), en san Isidoro (Synonymorum de lamentatione animae peccatricis), en san Valerio, abad del Bierzo (De Vana saeculi sapientia, Dicta Beati Valerii ad Beatum Donadeum, De Bonello monacho, De Revelatione Baldarii, etc.), en san Eulogio (Documentum Martyriale). En Pedro Compostelano (siglo XII) y su poema De Consolatione Rationis.
En Raimundo Lulio (Libro de las Contemplaciones, Blanquerna, Libro del amigo y del amado, Philosophia Amoris, Liber Proverbiorum, poesías en lengua vulgar, etc.) En Don Pedro Gómez de Albornoz, arzobispo de Sevilla (Libro de la justicia de la vida espiritual de todos los hombres, e de la perfection de la Iglesia militante). En Pedro de Luna, el antipapa (Libro de las Consolaciones de la Vida Humana). En Raimundo Sabunde (en su Liber Creaturarum tiene un tratado muy importante sobre el Amor de Dios). En Fray Jacobo de Benavente, dominico (Viridario o Vergel de Consolación). En Fray Alfonso de San Cristóbal (Vegecio Spiritual). En Fray Bernardo Oliver (Libro de espertamiento de la voluntad en Dios).
En Fray Bernardo Fontova, cartujo, confesor de Doña María, la esposa de Alfonso V de Aragón (Tratado espiritual de las tres vías, purgativa, iluminativa y unitiva, Menosprecio de las cosas visibles, Escuela de la Divina Sabiduría). En Juan de Torquemada (Contemplationes. Meditationes de Vita Christi, Quaestiones Spirituales, Apología de las Revelaciones de Santa Brígida, etc.) En Fray Lope Salinas, franciscano (Espejo de religiosos, Escala de la perfección hasta subir al perfecto amor de Dios, Conferencias espirituales). En Juan Meneses de Silva, por otro nombre el Beato Amadeo, franciscano (De Revelationibus et prophetiis). En la sordomuda y feminista Teresa de Cartagena (Arboleda de enfermos). En Alfonso Núñez de Toledo (Vencimiento del Mundo). En Gómez García (Carro de dos vidas, activa y contemplativa). En el tratado anónimo Flor de virtudes, escrito en 1470 (comienza con una Teoría del Amor). En Fray Lope Fernández, de la Orden de San Agustín (Espejo del alma), etcétera.
Otros autores consideran también un posible el origen de la ascética española en la ascética flamenca, germana y nórdica o incluso en fuentes islámicas (sufismo) y judaicas (cábala), fruto de la profunda presencia de ambas religiones, y su convivencia con la cristiana en la Edad Media en España (véase Al-Ándalus, Edad de oro de la cultura judía en España, Literatura hispanohebrea, Ibn Paquda, etc.).
Helmut Hatzfeld ha elaborado una clasificación de las teorías de interpretación de la mística española muy influyente; en la que son cinco las escuelas principales:
- Escuela Ahistórica, propuesta por Jean Baruzzi, en un estudio francés sobre San Juan de la Cruz: sostiene la originalidad de los místicos españoles que descubren sus símbolos decisivos independientemente de las condiciones históricas.
- Escuela Sintética, cuyo teorizador principal es Gaston Etchegoyen a través de un estudio francés sobre Santa Teresa; supone que la mística española puede explicarse y entenderse como una fusión sintética de diferentes formas más antiguas, todas exclusivamente occidentales.
- Escuela Secular, obra de Dámaso Alonso; según ella numerosos elementos simbólicoso de los místicos españoles derivan de la poesía profana, popular o culta, sobre todo de la poesía de Garcilaso (a través de las versiones a lo divino de sus poemas que hizo Sebastián de Córdoba), el Romancero, la lírica popular y la lírica cancioneril.
- Escuela Arabista, integrada por Julián Ribera y sobre todo por Miguel Asín Palacios,[11] que contempla afinidades entre los escritos de San Juan de la Cruz y los del místico mahometano Abenarabí, de la primera mitad del siglo XIII; por otra parte, nadie ha podido negar la influencia del misticismo musulmán en el catalán Raimundo Lulio.
- Escuela Germánica, que alega que el influjo mayor recibido por los místicos españoles proviene de los místicos flamencos y alemanes como Meister Eckart, o el flamenco Jan van Ruusbroec, o Thomas de Kempis.

Hatzfeld se inclina por considerar que tanto Oriente como Occidente han contribuido a la formación del lenguaje de los místicos españoles.

## Escuela ascética dominica
En España está formada, por orden cronológico, por fray Luis de Granada: Guía de Pecadores. De la Oración y Consideración. Memorial de la Vida Cristiana. Adiciones al Memorial, etc. Fray Bartolomé de los Mártires: Compendium Spiritualis Doctrinae ex variis Sanctorum Patrum sententiis collectum (1582). Traducción castellana de Pacheco de Ribera (1604). Collationes Spirituales. Praticas espirituales. Fray Cristóbal de la Cruz: Tratado de la Esperanza Christiana (1611). Sor Hipólita de Jesús (Rocaberti y Solier): Tratados espirituales: de la Penitencia, del temor de Dios, de la Consideración y Meditación. Viaje del Cielo. Coloquios del Alma, etc. Floreció a mediados del siglo XVII. Fray Pedro Blasco: Tratado de la vida espiritual (1612). Fray Juan de Gabastón: El Tratado de la Vida Espiritual de San Vicente Ferrer, declarado y comentado (1616). Fray Juan de Lezcano: De la Oración y Meditación (1630). Fray Tomás Vallgornera: Mystica Theologia D. Thomae (1662). Fray Juan Thomas de Rocaberti: Theologia Mystica (1669).

## Escuela ascética franciscana
También por orden cronológico, tenemos al catalán Raimundo Lulio, Libro del amigo y el amado. Fray Francisco de Osuna: Abecedario Espiritual, obra dividida en seis volúmenes, del cual el Tercero es el más conocido (1527). San Pedro de Alcántara: De la oración y meditación (1560). Fray Juan de los Ángeles: Diálogos de la conquista del espiritual y secreto reino de Dios (1595). Manual de vida perfecta (1608). Lucha espiritual y amorosa entre Dios y el Alma, (1600). Triunfos del Amor de Dios (1590). Vergel Spiritual del alma religiosa (1610). Consideración espiritual sobre los Cantares (1607). Fray Diego de Estella: De la Vanidad del Mundo (1574). Meditaciones del Amor de Dios (1578). Fray Juan Bautista de Vinones: Espejo de la Conciencia (1507). Fray Antonio de Guevara: Monte Calvario (1542). Oratorio de religiosos y exercicio de virtuosos (1542). Fray Gabriel de Toro: Teología Mystica, unión del alma con Dios (1584). Fray Francisco de Evia: Espejo del alma (1550). Fray Bernardino de Laredo: Subida del Monte Sion (1553). Fray Felipe de Sosa: De la Excelencia del Santo Evangelio (1569). Fray Juan de Bonilla: Tratado de la Paz del Alma (1580). Fray Francisco Ortiz Lucio: Jardín de amores santos (1589). Mystica Theologia (1608), etc. Fray Altonio Álvarez: Silva Espiritual (1591). Fray Ángel del Pas: De cognitione et amore Dei (1595). De Fundamentis boni spiritus et omnis perfectionis spiritualis (1582). De Profectu et splendore hominis spiritualis, etc. Compuso la mayor parte de sus obras en latín o en italiano. Fray Diego Murillo: Escala Espiritual (1598). Fray Andrés de Soto: De la verdadera soledad y vida solitaria (1607). Fray Antonio Sobrino: De la vida espiritual y perfección cristiana (1612). Fray Pedro de San Buenaventura: Jornada del alma a Dios (1614). Fray Antonio Pascual: Philocosmia Espiritual (1616). Fray Francisco Fernández: Guía de la vida espiritual (1643). Fray Alfonso Pastor: Soledades del Amor Divino (1665). Fray Juan de la Fuente: Árbol de la Vida (1672). Sor María de Jesús de Agreda: Mística Ciudad de Dios (1670), etc.
Anónimos: Vergel de la Virginidad y Mysterios de los Ángeles (1539). Excelencias de la Fe (1537). Tesoro de Virtudes (1543). Camino de la perfección espiritual del Alma (1532). Espejo de la Conciencia (1552). Mysterios de la Devoción (1537).

## Escuela ascética agustina
Fray Luis de León: De los nombres de Cristo (1583). Fray Pedro Malón de Chaide: Conversión de la Magdalena (1596). El beato Alonso de Orozco: Vergel de Oración y Monte de Contemplación (1544). Memorial de Amor Santo. Recogimiento del ánima. Desposorio Espiritual. Historia de la Reyna Sabá (1565). Epistolario Cristiano (1567). Libro de la Suavidad de Dios (1576). Arte de amar a Dios y Victoria del Mundo (1585). Confesiones (1620), y otros numerosísimos tratados breves de doctrina espiritual. Fray Hernando de Zárate: Discursos de la Paciencia Christiana (1597). Cristóbal de Fonseca: Del Amor de Dios (1599). Vida de Cristo (1596, 1603, 1605, 1611). Fray Pedro de Vega: Declaración de los siete Salmos Penitenciales (1599). Fray Juan Márquez: Los dos estados de la espiritual Jerusalén (1603). Beato Luis de Montoya: De la unión del alma con Dios, y otras obras espirituales (1565). Fray Sebastián Toscano: Theologia Mystica (1568). Fray Jerónimo de Saona: Jerarquía Celestial y Terrena (1598). Fray Juan González de Criptana: El Perfecto Christiano (1601). Despertador del alma dormida (1613). Venerable Tomé de Jesús: Trabajos de Jesús (1602 y 1609). Soliloquios del Amor Divino (1628), etc. Fray Diego de Pastrana y Sotomayor: El Camino de la Ciudad de Dios (1603). Fray Jerónimo Cantón: Excelencias del nombre de Jesús (1607). Fray Felipe de la Luz: Tratado de la vida contemplativa (1627). Fray Fernando de Camargo y Salcedo: Luz Clara de la Noche Obscura (1650); Fray Pedro Suárez de Escobar: Escala del Paraíso Celestial. Silva de la perfección evangélica. Fray Juan Bautista Lisaca: Grados del Amor de Dios.

## Escuela ascética carmelita
Santa Teresa de Jesús: Vida. Camino de Perfección. Conceptos del Amor de Dios. Las Moradas, etc. San Juan de la Cruz: Subida del Monte Carmelo. Noche escura del alma. Cántico espiritual. Llama de amor viva, etc. Fray Jerónimo Gracián de la Madre de Dios: Mystica Teología, colegida de lo que escribió San Buenaventura del verdadero camino del Cielo, con un Itinerario de la perfección (1608). Camino del Cielo o Mystica Teología de San Buenaventura (1601). Vida del alma..., Apología contra los que ponen la perfección en la aniquilación total (1609), y otros opúsculos, que verdaderamente no tienen número. Algunos de ellos fueron coleccionados en 1616. Fray Miguel Alfonso de Carranza: Camino del Cielo (1601). Fray Juan de Jesús María: Theologia Mystica (1622). Ars amandi Deum. Schola orationis et contemplationis, etc. Sor Ana de la Trinidad: antes de morir ordenó a una compañera del monasterio que quemase todos sus escritos y solo se conservan 19 magníficos sonetos que la editorial Monte Carmelo publicó en 1992 en "Ana de la Trinidad. Poetisa, riojana y carmelita". Fray Miguel de la Fuente: Libro de las tres vidas del hombre: corporal, racional y espiritual (1623). Fray Tomás de Jesús: Methodus examinandi et discernendi Spiritualem animae profectum (1623). Divinae orationis sive a Deo infusae methodus, natura et gratia (1623). De contemplatione divina. Práctica de la viva Fe (1617). Compendio de los grados de oración (1610). Fr. Domingo de Jesús María (Ruzola): Concordia Espiritual (1628). De Mystica Theologia, etc. Fray Ambrosio Roca de la Serna: Luz del Alma (1634). Fray José de Jesús María: Subida del alma a Dios (1656). Fray Vicente Olleme: Tesoros de la liberalidad de Dios derramados en el centro del alma (1666).

## Escuela ascética jesuita
San Ignacio de Loyola: Exercicios Espirituales. Padre Pedro de Ribadeneyra: Tratado de la tribulación (1591). Padre Baltasar Álvarez: De Modo et ratione loquendi de rebus Spiritualibus contra depravatas phantasias Illuminatorum (1585?). V. Luis de la Puente: Meditaciones de los Mysterios de nuestra santa Fe (1605). De la Perfección Christiana (1612-1616). Guía Espiritual de la Oración, Meditación y Contemplación (1609). Vida del P. Balthasar Álvarez (1615). Thesoro escondido en las enfermedades y trabajos, etc. Alonso Rodríguez: Exercicio de Perfección y Virtudes Christianas (1614). Bernardino de Villegas: Exercicios Espirituales (1632). Soliloquios Divinos, etc. Padre Francisco Arias: Del Aprovechamiento Espiritual (1588). De la presencia de Dios. De la Imitación de Cristo Nuestro Señor (1599). Juan Eusebio Nieremberg: Doctrinae Asceticae sive spiritualium Institutionum Pandectae (1643). Diferencia entre lo temporal y lo eterno. Vida Divina y Camino Real para la perfección (1633). De la Adoración en espíritu y en verdad. Tratado de la hermosura de Dios (1647), etc. Luis de la Palma: Práctica y breve declaración del camino espiritual (1629). Alfonso de Andrade, traductor y adicionador de Belarmino: Avisos espirituales de Santa Teresa, comentados (1647). Itinerario que debe guardar el hombre para caminar al Cielo (1648), etcétera.

## Ascéticos de otras órdenes religiosas o del clero secular
Fray Antonio de Alvarado, benedictino: Arte de bien morir y guía del camino de la muerte (1611). Fray Juan de Castañiza, benedictino de Oña: De la Perfección de la vida christiana. Batalla Espiritual, etc. Fray Antonio de Molina, cartujo de Miraflores: Exercicios espirituales de las excellencias, provecho y necesidad de la oración mental (1615). Antonio de Rojas: Espejo de perfección (1604). Vida espiritual (1629). Luz de la Noche Obscura (1630). El beato Juan de Palafox: Discursos Espirituales (1641). Varón de Deseos (1642). Pastor de Noche Buena (1655). Tratado del Recogimiento interior, etc.; monjas capuchinas, como Úrsula Micaela Morata y María Ángela Astorch; la ascética heterodoxa del quietismo (Miguel de Molinos, Guía Espiritual, 1675).

## Ascética seglar
También se han desarrollado prácticas ascéticas en seglares, incluso hubo seglares de vida ascética cuya vida en común les hacía muy similares a la vida consagrada en conventos o monasterios, pero cuya condición canónica no es equivalente a las órdenes religiosas: fueron las beguinas existentes en Valencia desde el siglo XIV, y que formaron beaterios de seglares haciendo vida ascética en común aunque no entraban propiamente en religión (es decir, en el clero regular), y podían salir libremente de su comunidad para casarse. En Valencia no se aplicó la bula Cum inter nonnulos de Juan XXIII (no el homónimo del siglo XX, sino el considerado antipapa durante el Cisma de Occidente), que suprimía las comunidades de beguinos y franciscanos espirituales de Europa Septentrional. En el habla popular, el nombre de beguina pasó a ser sinónimo de beata, y aplicado a cualquier persona con inclinaciones ascéticas. Arnau de Villanova realizó una encendida defensa de beguinos y beguinas ante los reyes Jaime II de Aragón y Federico III de Sicilia, escribiendo el tratado Raonament d'Avinyó en defensa de las prácticas de penitencia entre seglares. Se ha planteado la posible relación de este movimiento con el posterior de los alumbrados, que se identificó con el protestantismo por la persecución inquisitorial.

## Ascetismo posterior alsigloXVII

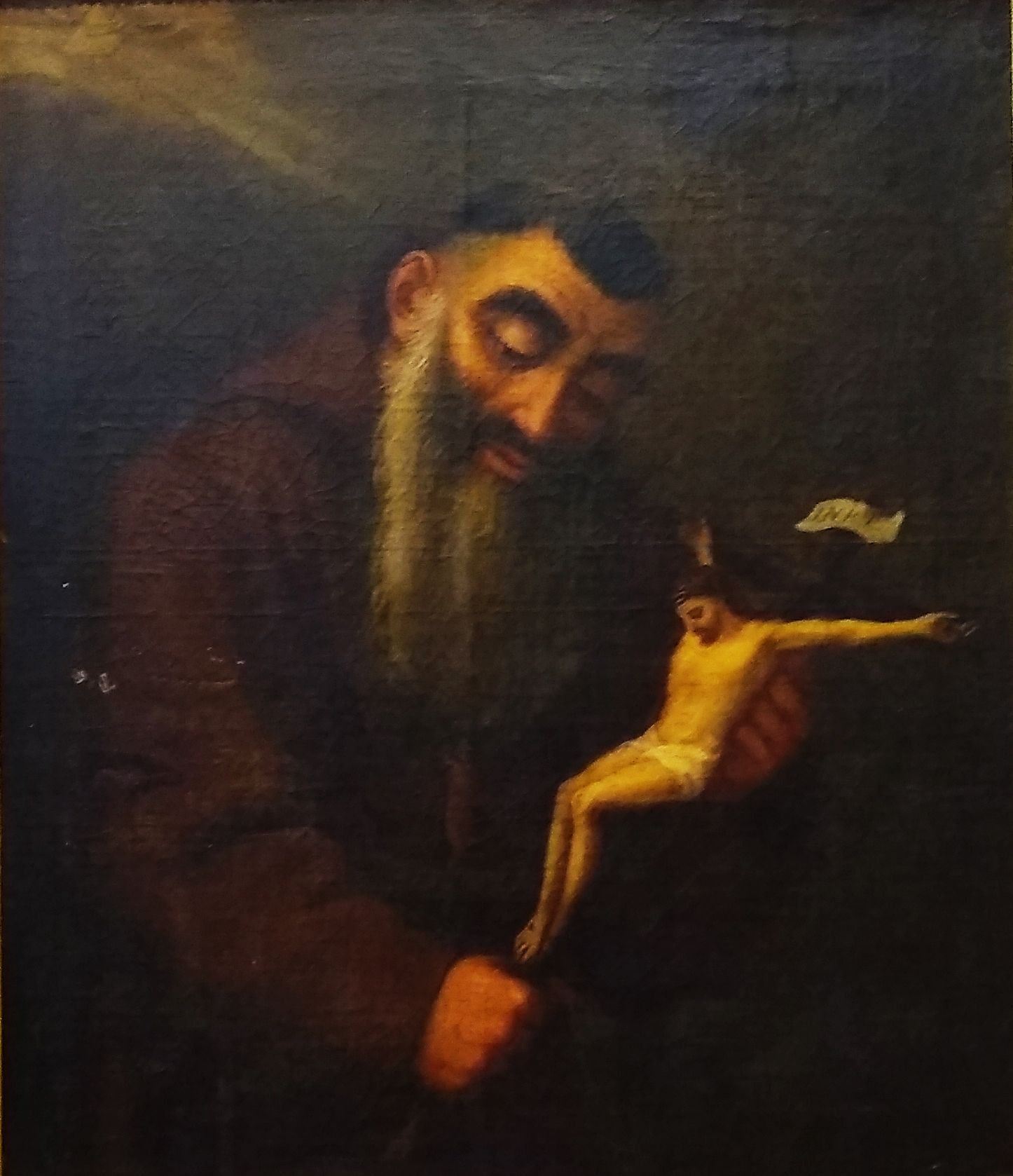
Beato Fray Diego de Cádiz.

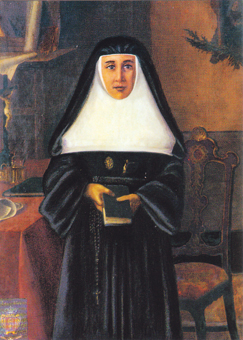
Beata Madre María Rafols.

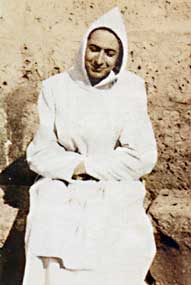
El Hermano Rafael.

En el siglo XVIII, el beato fray Diego de Cádiz (Epitalamios místicos, Aljaba mística o modo de visitar a Jesús Sacramentado) y la beata María Rafols (la Madre Rafols), cofundadora de las Hermanas de la Caridad de Santa Ana.
En el siglo XIX, San Antonio María Claret, fundador de los claretianos (Carta ascética, 1862, Avisos a un sacerdote) y Sor Patrocinio (la monja de las llagas, que escribió Mes de María perpetuo, llamado Libro de Oro, escrito en 1839 y publicado en 1860.), muy influyentes en el reinado de Isabel II.
En el siglo XX, san Rafael Arnáiz Barón (el Hermano Rafael), trapense. En la escuela carmelitana descalza hacemos referencia de Santa Maravillas de Jesús, y de los Padres Valentín de San José y Florencio del Niño Jesús.

## Mística española
La mística española se desarrolló principalmente en Castilla, Andalucía y Cataluña. Brota fuertemente en el siglo XVI a causa de la tensión existente con el Protestantismo. Existen los precedentes medievales de Raimundo Lulio, que marca fuertemente la tradición española con el contacto de la cultura árabe y la mística sufí, y con la tradición judía de la Cábala (en España se compiló su libro más importante, el Zohar. Se trata, además, cronológicamente, de una de las últimas místicas aparecidas y en cierto modo representa la culminación de la tradición mística cristiana.
La característica más acusada de la mística española es su carácter ecléctico, armonizador entre tendencias extremas; un ejemplo, podemos encontrar en San Juan de la Cruz al demonio nombrado en árabe Aminadab o un mismo verso repetido al estilo de la poesía árabe. Un segundo rasgo es que en la literatura religiosa hispana predomina lo ascético sobre lo místico. El tercero sería su gran elaboración formal: presenta un excelente estilo literario, de forma que muchas de sus obras se cuentan como obras maestras de la literatura en lengua española.
Como corriente literaria, utiliza la creación de obras escritas como medio para expresar la religiosidad y lo que supone para sus autores la unión del alma con Dios, reservada a muy pocos elegidos.

### Vías purgativa, iluminativa y unitiva
Para la unión del alma con Dios se establecía el seguimiento de tres vías, procedimientos, pasos o fases, según el Tratado espiritual de las tres vías, purgativa, iluminativa y unitiva de Bernardo Fontova (Valencia, 1390-1460), cartujo en Vall de Crist; y que repetiría Juan de Palafox y Mendoza, obispo de Puebla, en Varón de deseos en que se declaran las tres vías de la vida espiritual, purgativa, iluminativa y unitiva (1642):
- Vía purgativa: el alma se purifica de sus vicios y sus pecados mediante la penitencia y la oración. Las atracciones por sí mismas no tienen por qué ser malas pero sí lo es el apego o gusto que provocan en la memoria, porque la impide orientarse plenamente hacia Dios. La privación corporal y la oración son los principales medios purgativos.

- Vía iluminativa: una vez purificada, el alma se ilumina al someterse total, única y completamente a la voluntad de Dios. El alma se halla ya limpia y en un desamparo y angustia interior inmensos, arrojada a lo que es por sí sola sin el contacto de Dios. El demonio tienta entonces y el alma debe soportar todo tipo de tentaciones y seguir la luz de la fe confiando en ella y sin engañarse mediante una continua introspección en busca de Dios. Pero ha de ser humilde, ya que si Dios no quiere, es imposible la unión mística, pues la decisión corresponde a Él.

- Vía unitiva: el alma se une a Dios, produciéndose el éxtasis que anula los sentidos. A este punto sólo pueden llegar los elegidos y es muy difícil describirlo con palabras porque el pobre instrumento de la lengua humana, ni siquiera en forma poética, puede describir una experiencia tan intensa: se trata de una experiencia inefable. El hecho de haber alcanzado la vía unitiva puede manifestarse con los llamados estigmas o llagas sagradas (las heridas que sufrió Cristo en la cruz), con fenómenos de levitación del santo y con episodios de bilocación (es decir, encontrarse en varios lugares al mismo tiempo). El santo, porque ya lo es al sufrir este tipo de unión, no puede describir sino sólo aproximadamente lo que le ha pasado.

### Periodos
Pedro Sainz Rodríquez señala cuatro periodos en la historia de la mística española:
- Período de importación e iniciación, que comprende desde los orígenes medievales hasta 1500, durante el cual se traducen y difunden las obras de la mística extranjera.

- Período de asimilación (1500-1560) en el que las doctrinas importadas son por primera vez expuestas a la española por los escritores que son precursores (fray Hernando de Talavera, fray Alonso de Madrid, fray Francisco de Osuna, fray Bernardino de Laredo, San Juan de Ávila, la sordomuda Teresa de Cartagena y otros).
- Período de plenitud y de intensa producción nacional (1560-1600, reinado de Felipe II: fray Luis de León, San Juan de la Cruz, Santa Teresa de Jesús).
- Período de decadencia o compilación doctrinal, prolongado hasta mediados del siglo XVII, representado por autores como Miguel de Molinos y también por otros autores que no son creadores originales, sino retóricos del misticismo que se ocupan de ordenar y sistematizar la doctrina del período anterior.

### Escuelas
Marcelino Menéndez Pelayo hizo una clasificación por escuelas según las órdenes religiosas de los místicos:
- Ascetas dominicos, cuyo prototipo es fray Luis de Granada.
- Ascetas y místicos franciscanos (San Pedro de Alcántara, fray Juan de los Ángeles, fray Diego de Estella, Venerable Madre Juana de la Cruz, etc.).
- Místicos carmelitas (San Juan de la Cruz, Santa Teresa de Jesús, etc.), con sus propios eremitorios, como el del Desierto de Bolarque.
- Ascetas y místicos agustinos (fray Luis de León, Alonso de Orozco, Pedro Malón de Chaide, etc.).
- Ascéticos y místicos jesuitas (San Francisco de Borja, Juan Eusebio Nieremberg, etc.).
- Clérigos seculares y laicos (Antonio de Molina, Juan de Palafox, etc.).
- Heterodoxos (Miguel de Molinos, Guía espiritual, 1675).

Esta clasificación, en la que cada orden religiosa posee su propia tradición teológica y doctrinal, se puede simplificar aún más en tres corrientes:
- Afectiva (predomina lo sentimental sobre lo intelectual), que tiene siempre presente el Cristocentrismo o la imitación de Cristo hombre como vía por donde el cristiano puede llegar a la divinidad (franciscanos y agustinos).
- Intelectualista o escolástica, que busca el conocimiento de Dios mismo por la elaboración de una doctrina metafísica (dominicos y jesuitas).
- Ecléctica, o genuinamente española, representada por la mística carmelita.